# سرباز (سمیرم)
سرباز ، روستایی از توابع بخش پادنا علیا شهرستان سمیرم در استان اصفهان ایران است.

## جمعیت
این روستا در دهستان پادنا علیا قرار دارد و بر اساس سرشماری مرکز آمار ایران در سال ۱۳۸۵، جمعیت آن ۳۱۰ نفر (۶۶ خانوار) بوده‌است.